# تومویا ایچیکاوا
تومویا ایچیکاوا (ژاپنی: 市川 友也؛ زادهٔ ۱۲ دسامبر ۱۹۷۶) یک بازیکن فوتبال اهل ژاپن است.
از باشگاه‌هایی که در آن بازی کرده‌است می‌توان به باشگاه فوتبال کاشیما آنتلرز اشاره کرد.